# Zbýšov (kraj południowomorawski)
Zbýšov – miejscowość i gmina (obec) w Czechach, w kraju południowomorawskim, w powiecie Vyškov. W 2022 roku liczyła 708 mieszkańców.